# Yolanda Ibarrola de la Fuente
Yolanda Ibarrola de la Fuente (Madrid, 1964) és una advocada i política espanyola. Ha desenvolupat la seva activitat política dins de l'estructura del govern regional de la Comunitat de Madrid.

## Biografia
Va néixer el 1964 a Madrid.
Llicenciada en dret per la Universitat Complutense de Madrid, es va convertir en advocada. Es va incorporar al govern regional de la Comunitat de Madrid el 2001 i més tard va ser nomenada viceconsellera de Justícia i Administracions Públiques.
Ibarrola va exercir com com a consellera de Justícia en funcions de la Comunitat de Madrid entre maig i octubre de 2003 durant el govern interí format per Alberto Ruiz-Gallardón després de l'escàndol del «Tamayazo».
Directora general de Cooperació i Afers europeus amb l'Estat de la Comunitat de Madrid entre 2015 i 2017, i llavors directora general de Justícia de llavors fins 2017, va ser fixada com a consellera de Justícia del consell de govern regional presidit per Ángel Garrido el 2018.